# 死因

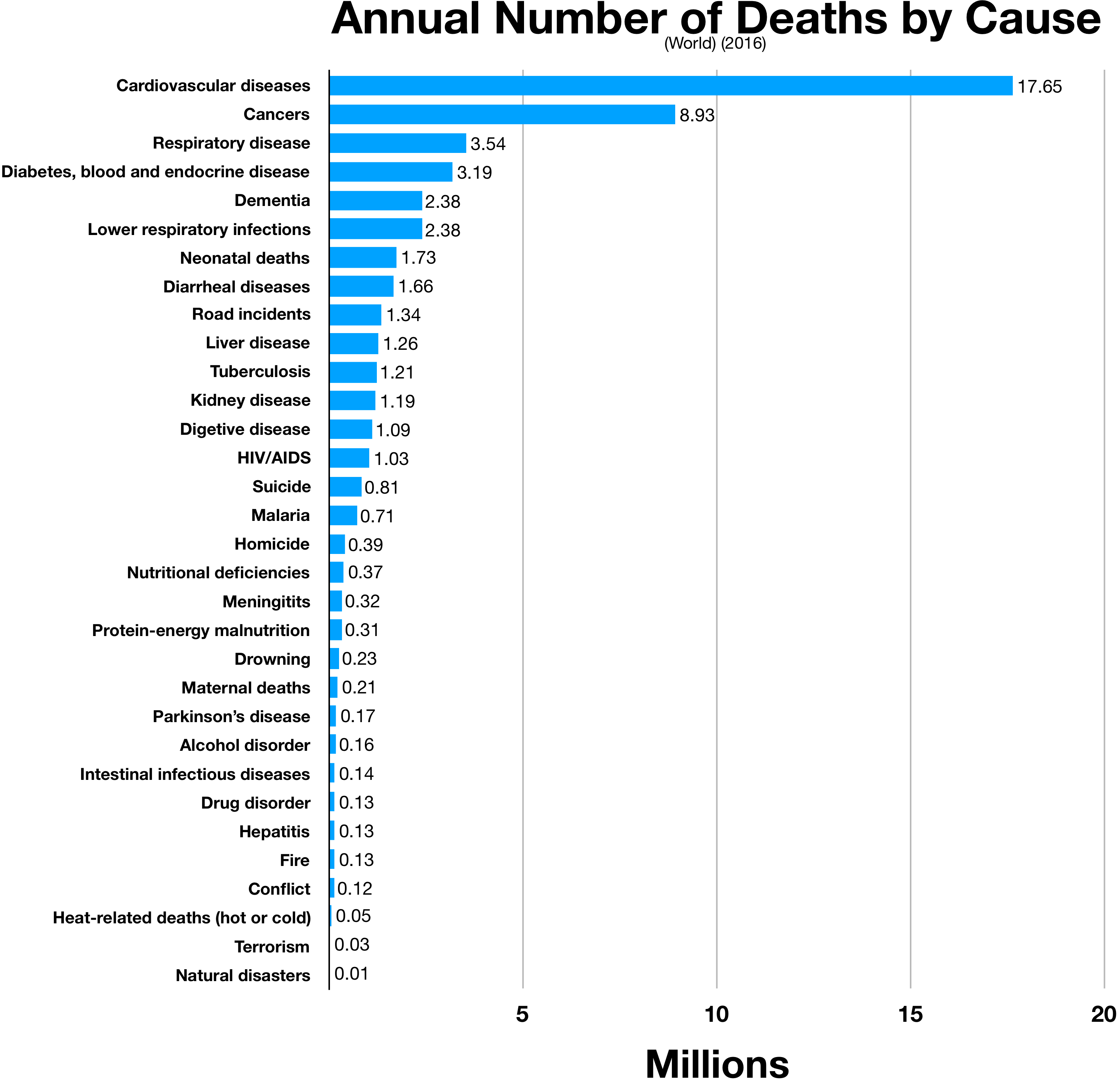
全世界における死因

死因（しいん、英:cause of death）は、法律上、人を死に至らしめた状況に関する判断を公式に決定したものであり、死因はしばしば監察医により決定され、死亡診断書に記録されることもある。

## 正確さの問題
ただし、法的な文書に書かれた死因が医学的、統計学的に見ても正しいかどうかは別問題である。
Preventing Chronic Diseaseで発表された研究において、「ニューヨークの研修医で、資料の現在のシステムが正確であると考えている人の割合はわずか3分の1である」ということが報告された。半数が「自分が本当の死因であると感じたことを書類に記録できない」と指摘しており、技術的な限界だけでなく、「他の死因にしろ」という指示がある、といった理由を挙げている。約5分の4が「恐らく」「と推定される」「原因不明」との決定が下されうることを知らず、臨床検査の結果や他の新しい情報が矛盾した時に死亡診断書を更新したという人は3%未満であり、心血管疾患は「不正確に報告される最も頻度の高い診断」と示された。
死因に関して不確実性もしくは曖昧さがあるとき、親類や関係者などにより疑義を提起されることがある。医師が関わっていたにもかかわらず死亡した場合は、医師が適切な判断や治療をしたのかという問題ともかかわり、死因を巡って医療裁判に持ち込まれることがある。ヨーロッパではキリスト教が圧倒的な多数派であった時代が長く、キリスト教では自殺は特に忌避され、その結果、教会で葬儀すらもあげてもらえないなどタブー視され差別的に扱われた時代が長いので、その影響で現在でも欧米では本当は自殺で亡くなった人でも、「事故死」や「心不全」などと書いてくれと家族・親族から要請が入りがちで、その結果医師にも書類に「自殺」と書きづらくなるようなバイアスがかかりがちである。また特に紛争国の政治家や権力闘争の渦中にある人物やビジネス上の要人などについては公式の発表（表向きの発表）とは別に、人々の間で暗殺説などが囁かれることもある。専制国家や権威主義の国家では、権力者は、政権維持に不都合な人々をターゲットとして、手下を使ってしばしば暗殺を行うので、政府側が政府系のメディアで発表する「公式の死因」と遺族側が指摘する「本当の死因」とが食い違うことがしばしば起きる。また、有名人の死に関してはしばしば本当の死因は伏せられることがあるので人々の間で極端な憶測を生んでしまうことがある。

## 統計
死因というのは、人の年齢帯によって大きく異なっている。また先進国か途上国であるかによっても大きく異なっている。

### 先進国と途上国
| 途上国における死因 | 死者数    | 先進国における死因 | 死者数    |
| ------------------ | --------- | ------------------ | --------- |
| HIV/AIDS           | 2,678,000 | 虚血性心疾患       | 3,512,000 |
| 下気道感染症       | 2,643,000 | 脳血管疾患         | 3,346,000 |
| 虚血性心疾患       | 2,484,000 | COPD               | 1,829,000 |
| 下痢               | 1,793,000 | 下気道感染症       | 1,180,000 |
| 脳血管疾患         | 1,381,000 | 肺がん             | 938,000   |
| 小児疾患           | 1,217,000 | 自動車事故         | 669,000   |
| マラリア           | 1,103,000 | 胃がん             | 657,000   |
| 結核               | 1,021,000 | 高血圧性心疾患     | 635,000   |
| COPD               | 748,000   | 結核               | 571,000   |
| 麻疹               | 674,000   | 自殺               | 499,000   |

### 日本
日本でも年齢帯によって死因の分布は大きく異なっている。
全年齢帯を混ぜた統計
全ての年齢帯をごちゃまぜにした統計を説明すると、2017年（平成29年）の日本での死因順位は、1位が悪性新生物で27.8%、2位が心疾患（高血圧性を除く）で15.2%、3位が脳血管疾患で8.2%、4位が老衰で7.6%、5位が肺炎で7.2%、6位が不慮の事故で3.0%、7位が誤嚥性肺炎で2.7%、8位が腎不全で1.9%であった。
悪性新生物
悪性新生物は1981年（昭和56年）以降死因順位第1位となっている。
心疾患（高血圧性を除く）
心疾患（高血圧性を除く）は1985年（昭和60年）に脳血管疾患を抜いて死因順位第2位となった。
脳血管疾患
脳血管疾患は1970年（昭和45年）をピークに減少し、1985年（昭和60年）に心疾患（高血圧性を除く）にかわって死因順位第3位となり増減を繰り返しながらも減少傾向にある。
年齢階級を分けて細やかに分析した統計
年齢帯別に死因の統計をとると、傾向が大きく分かれる。日本は高齢者の割合が異常に多い高齢化社会になってしまっていて高齢者の死因ばかりが絶対数が原因で過度に強調されてしまい、全部を混ぜた統計ばかり挙げていると、そのせいで、高齢者以外の年齢帯の死因が隠ぺいされてしまう（軽視される）ような結果を生んでしまっているが、年齢帯（年齢階級）ごとに細やかに統計をとると、他の重大な問題があることが浮かび上がる。たとえば日本では20歳～39歳の人々の死因の第一位は自殺である。特に20歳から24歳では、死因の49.8%に及び、25歳～29歳でも48.8%に及んでおり、つまり20歳～29歳の死因のほぼ半数が自殺である（詳しくは厚生労働省の年齢階級別の統計資料を熟読のこと）。

## 高齢
「老齢」はそれ自体直接的な死因ではない。直接的な死因は理論的には必ず特定の病気や臓器系の不全に起因する。しかし、時が経つにつれほとんど（全てではない）の生物において多くの重要な生命システムが化学的・物理的損傷を受け、最終的には不全を起こすのに十分なほど蓄積する。これはヒトにとって重大な問題である。世界中で1日に死ぬ約15万人のうち、約3分の2（1日当たり10万人）が年齢に関連する原因で死亡していると推定されている。先進国においてはその割合はもっと高く90%に達する。よって、間接的な原因として生物学的な老化ははるかに主な死因である。
死亡率の別の見方として、年齢に関連するもの以外の死因による寿命の推定損失を考慮することがある。Thomas Porostockyにより作られ2013年に発表されたインフォグラフィックは、この「1年で失われた寿命」の面で2005年と2010年を比較している。

## 強い感情やストレスが原因となった死
恐怖・孤独・失意・強いストレスなどが原因（根本原因）となって、その影響で身体に諸症状が現れてその結果で人は死んでしまうことがある、という一般概念もある。
つまり公式の死亡診断書というのは、死ぬ瞬間や死の直前の表面的な症状、表面的な原因などだけが記録されるしくみになってしまっているのだが、そうした書類に書かれた表面的な死因とは別に、根本原因がある場合があり、強い感情が死の根本原因になっている場合がある、ということが広く知られているのである。
恐怖、あるいは極端なストレスを感じると、あるいはその両方を感じると、身体に変化が起き、それが死につながる可能性がある。
例えば、迷走神経というものは、擬死（まるで死んでいるかのように見せて身を護る生体防御機構）のメカニズムと関連があり、迷走神経への過剰刺激というのは心拍数を減少させてしまうが、これが原因で死亡した場合でも、「心因性の死」などと公式書類に記録されてしまう可能性がある。
上のように迷走神経への過剰刺激が心拍数を低下させてしまうのとは反対に、恐怖やストレスに対する <戦うか逃げるか反応> は、ストレスホルモンを介して心拍数を増加させてしまう影響があり、心血管系の問題を引き起こす可能性がある（特にもともと症状を抱えている場合はそうである）。この <戦うか逃げるか反応> による心拍数上昇が、テロリズム・軍事攻撃・自然災害など急性ストレスを多くの人々に生じさせる出来事の後には（たとえ被災地にいない人であっても）心停止による死亡率が増加する原因になっている、とされ、またこの心拍数増加は、強盗など恐ろしい出来事に遭遇した後に（たとえ身体的外傷を負っていなくても）人が死亡する原因ともなっている、との見解が提示されている。
書類上は直接的な医学的死因を書くことになっているので、上の2種類の原因で死んだ場合、「心不全」もしくは「迷走神経抑制」などと書類には記録されてしまう可能性が高い。つまり世の中では書類上は死因が「心不全」や「迷走神経抑制」などと書かれても、本当の根本原因を挙げるとするなら死因は強いストレスだ、という場合がある。
急性ストレスが引き起こす症状の中にはたこつぼ心筋症というものもある。
※ 日本語では誤解を招かないが、この症状について英語圏では「ブロークンハート（broken heart）症候群」という誤解をまねきがちなあだ名が与えられてしまっている（英語圏でbroken heartと言うと、日常的には心臓の物理的な損傷ではなく「失恋」のほうが真っ先に連想されてしまうので、英語圏のほとんどの人がこのあだ名のせいで間違ったイメージを抱いてしまう）が、この急性ストレスが引き起こすたこつぼ心筋症というのは、べつに人間関係（失恋）に関連している必要はない。ともかく急性ストレスであれば、どんな種類のものであれ、たこつぼ心筋症を引き起こす可能性がある。。